# Luogotenenti governatori del Québec
Il Luogotenente governatore del Québec (in francese: Lieutenant-gouverneur du Québec, in inglese: Lieutenant Governor of Quebec) è il rappresentante del monarca nella provincia canadese del Québec.

## Elenco
| Nr. | Immagine | Nome                                 | Monarca                           | Inizio            | Fine              |
| --- | -------- | ------------------------------------ | --------------------------------- | ----------------- | ----------------- |
| 1.  |          | Narcisse-Fortunat Belleau            | Vittoria                          | 1º luglio 1867    | 11 febbraio 1873  |
| 2.  |          | René-Édouard Caron                   | Vittoria                          | 11 febbraio 1873  | 13 dicembre 1876  |
| 3.  |          | Luc Letellier de Saint-Just          | Vittoria                          | 15 dicembre 1876  | 26 luglio 1879    |
| 4.  |          | Théodore Robitaille                  | Vittoria                          | 26 luglio 1879    | 4 ottobre 1884    |
| 5.  |          | Louis-Rodrigue Masson                | Vittoria                          | 4 ottobre 1884    | 4 ottobre 1887    |
| 6.  |          | Auguste-Réal Angers                  | Vittoria                          | 4 ottobre 1887    | 5 dicembre 1892   |
| 7.  |          | Joseph-Adolphe Chapleau              | Vittoria                          | 5 dicembre 1892   | 20 gennaio 1898   |
| 8.  |          | Louis-Amable Jetté                   | Vittoria Edoardo VII              | 20 gennaio 1898   | 15 settembre 1908 |
| 9.  |          | Charles Alphonse Pantaléon Pelletier | Edoardo VII Giorgio V             | 15 settembre 1908 | 29 aprile 1911    |
| 10. |          | François Langelier                   | Giorgio V                         | 5 maggio 1911     | 8 febbraio 1915   |
| 11. |          | Pierre-Évariste LeBlanc              | Giorgio V                         | 8 febbraio 1915   | 18 ottobre 1918   |
| 12. |          | Charles Fitzpatrick                  | Giorgio V                         | 21 ottobre 1918   | 31 ottobre 1923   |
| 13. |          | Louis Philippe Brodeur               | Giorgio V                         | 31 ottobre 1923   | 1º gennaio 1924   |
| 14. |          | Narcisse Pérodeau                    | Giorgio V                         | 8 gennaio 1924    | 31 dicembre 1928  |
| 15. |          | Lomer Gouin                          | Giorgio V                         | 31 dicembre 1928  | 28 marzo 1929     |
| 16. |          | Henry George Carroll                 | Giorgio V                         | 2 aprile 1929     | 29 aprile 1934    |
| 17. |          | Ésioff-Léon Patenaude                | Giorgio V Edoardo VIII Giorgio VI | 29 aprile 1934    | 30 dicembre 1939  |
| 18. |          | Eugène Fiset                         | Giorgio VI                        | 30 dicembre 1939  | 3 ottobre 1950    |
| 19. |          | Gaspard Fauteux                      | Giorgio VI Elisabetta II          | 3 ottobre 1950    | 14 febbraio 1958  |
| 20. |          | Onésime Gagnon                       | Elisabetta II                     | 14 febbraio 1958  | 12 ottobre 1961   |
| 21. |          | Paul Comtois                         | Elisabetta II                     | 12 ottobre 1961   | 22 febbraio 1966  |
| 22. |          | Hugues Lapointe                      | Elisabetta II                     | 22 febbraio 1966  | 27 aprile 1978    |
| 23. |          | Jean-Pierre Côté                     | Elisabetta II                     | 27 aprile 1978    | 28 marzo 1984     |
| 24. |          | Gilles Lamontagne                    | Elisabetta II                     | 28 marzo 1984     | 9 agosto 1990     |
| 25. |          | Мartial Asselin                      | Elisabetta II                     | 9 agosto 1990     | 8 agosto 1996     |
| 26. |          | Jean-Louis Roux                      | Elisabetta II                     | 8 agosto 1996     | 30 gennaio 1997   |
| 27. |          | Lise Thibault                        | Elisabetta II                     | 30 gennaio 1997   | 7 giugno 2007     |
| 28. |          | Pierre Duchesne                      | Elisabetta II                     | 7 giugno 2007     | 24 settembre 2015 |
| 29. |          | Michel Doyon                         | Elisabetta II Carlo III           | 24 settembre 2015 | in carica         |